# یاکوشی-جی
یاکوشی-جی (به ژاپنی: 薬師寺 Yakushi-ji) یکی از معروفترین معابد امپراتوری و باستانی آیین بودایی در ژاپن است.